# ژان دومینیک بوبی
ژان دومینیک بوبی ((به فرانسوی: Jean-Dominique Bauby)؛ زادهٔ ۲۳ آوریل ۱۹۵۲ – درگذشته ۹ مارس ۱۹۹۷) روزنامه‌نگار فرانسوی و سردبیر پیشین مجله ال بود. وی به کما رفت و پس از هوشیاری دچار سندروم لاکد این یا بستگی شد. بوبی تجربیات خود را از این ماجرا به کمک پلک زدن به رشته تحریر درآورد و آن را به صورت کتاب با عنوان لباس غواصی و پروانه منتشر کرد. با اقتباس از این کتاب فیلمی با عنوان لباس غواصی و پروانه ساخته شد
او دو روز پس از انتشار کتابش در فرانسه در گذشت.